# 3467 Bernheim
3467 Bernheim eller 1981 SF2 är en asteroid i huvudbältet som upptäcktes den 26 september 1981 av den amerikanske astronomen Norman G. Thomas vid Anderson Mesa Station. Den har fått sitt namn efter den amerikanske astronomen Robert Burnham Jr.
Asteroiden har en diameter på ungefär 11 kilometer och den tillhör asteroidgruppen Nysa.